# Sik (district)
Sik is een district in de Maleisische deelstaat Kedah.
Het district telt 67.000 inwoners op een oppervlakte van 1600 km².